# Billy Wright
William Ambrose Wright (Ironbridge, 1924. február 6. – London, 1994. szeptember 3.), angol válogatott labdarúgó, edző.
Az angol válogatott tagjaként részt vett az 1950-es, az 1954-es és az 1958-as világbajnokságon.

## Sikerei, díjai

### Játékosként
Wolverhampton
- Angol bajnok (3): 1953–54, 1957–58, 1958–59
- Angol kupa (1): 1948–49
- Angol szuperkupa (3): 1959, 1954, 1959